# Cochin Stock Exchange
Die Cochin Stock Exchange (CSE oder CoSE) war eine indische Wertpapierbörse in Kochi, Kerala, die sich vollständig im Besitz der indischen Regierung befand. Sie wurde 1978 gegründet. In ihrer Blütezeit waren fast 500 indische Unternehmen an der Börse notiert. Mit einem Tagesumsatz von 70–100 Crore Rupien (entspricht 596 Crore Rupien oder 70 Millionen US-Dollar im Jahr 2023) war sie die viertgrößte Börse Indiens.
Cochin Stock Brokers, die Handelsdienstleistungen an der Bombay Stock Exchange anbieten, und das CSE Institute, eine Bildungseinrichtung, sind auch nach Schließung der Börse weiterhin aktiv.

## Geschichte
Die Cochin Stock Exchange wurde 1978 gegründet.
In den 1990er Jahren war sie die viertgrößte Börse Indiens mit einem Tagesumsatz von 70–100 Crore Rupien (entspricht 596 Crore Rupien oder 70 Millionen US-Dollar im Jahr 2023). An der Börse waren 476 indische Unternehmen notiert.
Der computergestützte Handel wurde 1997 eingeführt. Die wichtigsten Backoffice-Softwaresysteme waren NESS und BOSS für NSE und BSE. Die Handelssoftware der CSBL war Multex, entwickelt von CMC. Händlern standen Meta Stock- und ERS-Software, Handelsterminals und Glasfaseranschlüsse zur Verfügung. Zu Beginn des neuen Jahrtausends wurde das Börsengebäude vom alten in ein brandneues Gebäude im Stadtteil Kaloor im Norden von Kochi verlegt.
Die Börse stellte den Handel im Jahr 2005 ein und die Schließungsverfahren wurden eingeleitet, nachdem die SEBI eine Mindestnettovermögensanforderung von 100 Crore (entspricht 170 Crore oder 20 Millionen US-Dollar im Jahr 2023) eingeführt hatte.